# Naturschutzgebiet Östlicher Arnstein

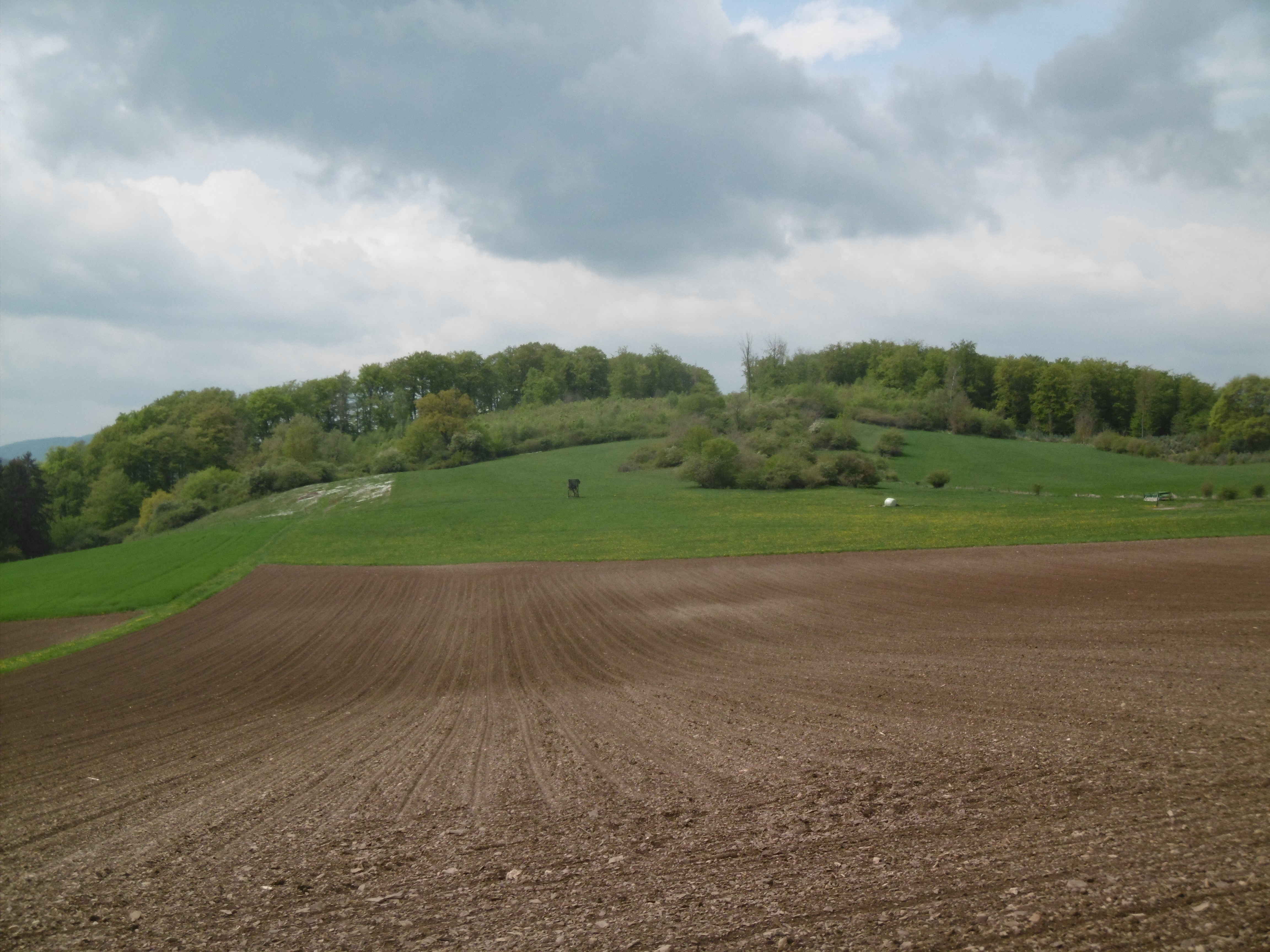
Naturschutzgebiet Östlicher Arnstein im Hintergrund

Das Naturschutzgebiet Östlicher Arnstein mit einer Größe von 8,5 ha liegt nordwestlich von Giershagen im Stadtgebiet von Marsberg im Hochsauerlandkreis. Das Gebiet wurde 2001 mit dem Landschaftsplan Hoppecketal durch den Hochsauerlandkreis als Naturschutzgebiet (NSG) ausgewiesen. An der Südwestecke des NSG schließt sich direkt das Wald-NSG Naturschutzgebiet Südlicher Arnstein an. Das NSG gehört seit 2023 zum Vogelschutzgebiet Diemel- und Hoppecketal mit angrenzenden Wäldern.

## Gebietsbeschreibung
Beim NSG handelt es sich um einen Grünlandbereich, teils mit artenreichen Magerwiesen, mit Gebüsch-Komplexen. Eine Weihnachtsbaumkultur 1,5 ha groß liegt im nördlichen NSG-Teil.
Im nördlichen Teil des NSG liegt eine Viehweide mit einem Gebüschkomplex. Südlich der Weihnachtsbaumkultur liegt eine intensiv genutzte Mähweide die in magere Weiden übergeht. Innerhalb dieses Bereich, welcher mit Schafen beweidet wird, liegen zwei weitere Gebüsch-Komplexe. In den beiden Gebüschen liegen zwei ehemalige und kleinflächige Steinbrüche. 
Der Landschaftsplan führt zum NSG aus: „Das Gebiet ist aufgrund seiner mageren Grünlandbereiche und Gebüschkomplexe ein wichtiger Refugial-Lebensraum für die Artgemeinschaften der mageren Grünländer im intensiv genutzten Naturraum Waldecker Gefilde. Hervorragendes Schutzziel für das NSG Östlicher Arnstein ist die Erhaltung der Grünländer durch eine extensive landwirtschaftliche Nutzung unter Verzicht auf Düngung. Zudem sollte die isolierend wirkende Weihnachtsbaumkultur in Grünland umgewandelt werden.“

## Pflanzenarten im NSG
Das Landesamt für Natur, Umwelt und Verbraucherschutz Nordrhein-Westfalen dokumentierte im Schutzgebiet Pflanzenarten wie Acker-Witwenblume, Breitblättriger Thymian, Echtes Labkraut, Kleine Bibernelle, Kleiner Wiesenknopf, Kleines Habichtskraut, Kriechender Hahnenfuß,  Magerwiesen-Margerite, Mittlerer Wegerich und  
Rundblättrige Glockenblume.

## Schutzzweck
Das NSG soll das dortige artenreiche Grünland schützen. Wie bei allen Naturschutzgebieten in Deutschland wurde in der Schutzausweisung darauf hingewiesen, dass das Gebiet „wegen der Seltenheit, besonderen Eigenart und Schönheit des Gebietes“ zum Naturschutzgebiet wurde.